# Comandi di MS-DOS
I comandi di MS-DOS sono stati l'interfaccia da linea di comando per il sistema operativo MS-DOS. Alcuni di questi comandi possono essere ancora eseguiti tramite l'interprete dei comandi per il sottosistema DOS di Windows; altri invece sono stati rimossi o deprecati in quanto non più in linea con i nuovi standard software e hardware (come i comandi che gestiscono i dischi floppy); altri comandi, infine, sono stati introdotti nelle versioni di Windows più recenti. Quando ci si riferisce ai comandi utilizzati nel sottosistema DOS di Windows si parla più propriamente di comandi di Windows, da non confondere con i comandi PowerShell.

## Lista dei comandi
Per la maggior parte dei comandi sottoindicati esistono ulteriori argomenti opzionali o obbligatori che specificano le informazioni necessarie per l'esecuzione, modificano l'output restituito dal comando oppure ne variano il comportamento. Per maggiori informazioni su un comando specifico, è possibile utilizzare da linea di comando la generica opzione di help "/?" (ad esempio "ipconfig /?").
- assoc - visualizza o modifica le applicazioni associate alle estensioni dei file.
- assign - reindirizza tutte le richieste a un drive, verso un altro drive.
- at - pianifica l'esecuzione di comandi o programmi.
- attrib - visualizza o modifica gli attributi dei file.
- bcdedit - gestisce l'archivio dei dati di configurazione di avvio e controlla la modalità di avvio del sistema.
- backup - crea una copia di sicurezza di uno o più file su una serie di floppy-disk.
- break - abilita o disabilita l'interruzione o l'esecuzione fornita da CTRL+C e CTRL+BREAK.
- cacls - gestisce gli elenchi di controllo di accesso (ACL) dei file.
- cd - cambia la directory corrente. Ad esempio, "cd \" permette di entrare nella directory principale del drive, e "cd <percorso directory>" di entrare in un determinato percorso.
- cd.. - passa alla directory superiore.
- chcp - gestisce il numero di tabella codici attiva.
- chdir - cambia la directory corrente o ne visualizza il nome.
- chkdsk - analizza il contenuto del disco e visualizza una relazione sul suo stato.
- chkntfs - gestisce la verifica di un disco durante l'avvio.
- cls - cancella il contenuto della schermata.
- cmd - avvia un nuovo interprete dei comandi.
- color - permette di impostare il colore dello sfondo e del testo.
- command - avvia un nuovo interprete dei comandi MS-DOS.
- comp - confronta il contenuto di due o più file e ne mostra le differenze.
- compact - gestisce la compressione di file su partizioni NTFS.
- convert - converte volumi FAT in NTFS.
- copy - copia uno o più file in un'altra posizione.
- copy con - crea un file di testo.
- ctty - cambia la console di input/output da cui vengono impostati i comandi.
- date - visualizza e permette di aggiornare la data.
- defrag - riorganizza i file in un disco rigido per ottimizzarne l'uso.
- del - cancella uno o più file.
- deltree - elimina una directory e tutti i file e le sottodirectory in essa contenute.
- dir - visualizza il contenuto di una directory (esempi: "dir /p" visualizza una pagina per volta, "dir /w" visualizza in colonne).
- diskcomp - confronta il contenuto di due dischetti dello stesso tipo.
- diskcopy - copia il contenuto di un disco floppy in un altro disco floppy.
- diskpart - gestisce le proprietà di partizione del disco.
- doskey - modifica le righe di comando, richiama i comandi di Windows e crea macro.
- driverquery - visualizza stato e proprietà dei driver dei dispositivi di un sistema.
- echo - abilita o disabilita l'eco da file batch.
- edit - avvia MS-DOS Editor per creare o modificare i file ASCII.
- edlin - avvia un editor di righe di testo.
- emm386 - abilita o disabilita la memoria espansa di EMM386.
- endlocal - termina la localizzazione di modifiche di ambiente in un file batch.
- erase - cancella uno o più file specificati.
- exe2bin - converte in formato binario un file eseguibile.
- exit - provoca l'uscita da un interprete di comandi secondario per ritornare a un interprete di comandi o ad un programma precedenti.
- expand - decomprime uno o più file compressi.
- fastopen - accelera l'apertura di un programma.
- fc - confronta il contenuto di due file.
- fdisk - configura un disco rigido creando le partizioni, per l'utilizzo di MS-DOS.
- find - ricerca una sequenza di caratteri all'interno di uno o più file.
- findstr - ricerca stringhe all'interno di uno o più file.
- for - permette di eseguire comandi in modo iterativo.
- format - formatta un disco per l'utilizzo di MS-DOS o di Windows.
- fsutil - gestisce le proprietà del file system.
- ftype - gestisce i tipi di file utilizzati nelle associazioni delle estensioni di file.
- getmac - visualizza le informazioni sull'Indirizzo MAC.
- goto - trasferisce l'esecuzione ad una determinata posizione di un file batch.
- gpresult - visualizza le informazioni relative al Gruppo di Criteri Risultante.
- graftabl - carica in memoria i caratteri ASCII non BIOS per i modi grafici.
- help - visualizza la guida dei comandi di MS-DOS o di Windows.
- hexdump - lista in formato esadecimale il contenuto di un file, byte per byte.
- hostname - visualizza il nome dell'host dal quale si lancia il comando.
- icacls - gestisce gli elenchi di controllo di accesso (ACL) dei file.
- if - condiziona l'esecuzione di un comando in un file batch.
- if not - esegue un comando se la condizione stabilita non è rispettata.
- ipconfig - visualizza l'indirizzo IP attuale del computer.
- join - unisce un drive di disk ad una directory vuota su di un altro drive.
- keyb - configura la tastiera per la lingua specificata.
- label - crea, modifica o elimina l'etichetta di volume di un disco.
- md o mkdir - crea una directory.
- mem - visualizza la quantità della memoria usata e quella libera del sistema.
- mode - stabilisce le modalità di visualizzazione e trasmissione per la stampante.
- more - permette la visualizzazione una pagina alla volta di informazioni che per la loro lunghezza devono essere visualizzate in più schermate. Un utilizzo tipico è quello di inserire il comando more preceduto dalla barra verticale "|" e da un secondo comando di cui si vuole visualizzare un output particolarmente lungo e ingombrante, ad esempio "help | more", ma può essere applicato alla lettura di file e altri tipi di dati.
- move - sposta uno o più file in un'altra posizione.
- netsh - amministra e configura reti locali o remote.
- netsh winsock reset - risolve problemi di DNS.
- netstat - visualizza quali porte sono in ascolto sul pc locale.
- openfiles - elenca o disconnette file e directory aperti.
- path - visualizza o imposta un percorso di ricerca per file eseguibili.
- pause - provoca una pausa nell'esecuzione di un file batch per consentire un input da operatore.
- popd - Ripristina il valore precedente della directory corrente salvato con pushd.
- powercfg - permette di gestire l'energia.
- print - stampa un file di testo.
- prompt - cambia il prompt dei comandi di MS-DOS.
- pushd - salva la directory corrente e poi la cambia.
- rd - cancella una directory.
- recover - recupera un file o un intero disco con settori danneggiati.
- recimg - crea un'immagine di sistema.
- rem - visualizza commenti durante l'esecuzione di un file batch.
- ren o rename - rinomina uno o più file.
- replace - sostituisce i file.
- restore - ripristina dai dischi di back-up un certo numero di file.
- rmdir - rimuove una sottodirectory vuota.
- robocopy - copia e sposta file e strutture di directory.
- sc - gestisce i servizi di Windows.
- schtasks - pianifica l'esecuzione di comandi o programmi.
- select - copia il dischetto MS-DOS per creare una copia di lavoro per la nazionalità selezionata della tastiera.
- set - assegna un valore di sostituzione ad un parametro con chiave presente in un programma applicativo o in un file batch (per visualizzare le variabili d'ambiente usare solo set).
- setlocal - inizia la localizzazione di modifiche di ambiente in un file batch.
- sfc - verifica l'integrità di tutti i file protetti del sistema. Esempi di sottocomandi e opzioni: "/scanonce"; "/scanboot"; "/revert"; "/purgecache"; "/cachesize=x". Alcuni sottocomandi richiedono di modificare la chiave di registro corrispondente.
- share - installa la condivisione ed il bloccaggio dei file MS-NET.
- shift - sposta i parametri sostituibili in un file batch.
- shutdown - arresta o riavvia il sistema.
- sort - ordina i dati alfabeticamente, in un senso o nell'altro.
- subst - associa un percorso ad una lettera di unità.
- sys - copia i file di sistema di MS-DOS e l'interprete dei comandi sul disco specificato.
- systeminfo - visualizza le informazioni di configurazione del sistema.
- taskkill - termina un'attività in esecuzione.
- tasklist - visualizza le attività in esecuzione.
- time - visualizza e consente di modificare l'ora.
- timeout - attende un certo numero di tempo prima di eseguire un'azione.
- title - Imposta il titolo della finestra del prompt dei comandi.
- tree - visualizza tutte le directory ed i percorsi del drive specificato.
- type - visualizza il contenuto di un file di testo.
- undelete - ripristina i file cancellati precedentemente con il comando del.
- unformat - ripristina i dati di un disco cancellati con il comando format.
- ver - visualizza la versione di MS-DOS o Windows in uso.
- verify - abilita la verifica dei dati in scrittura.
- vol - visualizza l'etichetta e il numero di serie di volume del disco.
- xcopy - copia i file e la struttura delle directory (ad esclusione dei file nascosti e di sistema).
- wmic - Visualizza le informazioni relative a WMI all'interno della shell dei comandi interattivi.